# Laurine van Riessen
Laurine van Riessen (Leiden, 10 de agosto de 1987) é uma desportista neerlandesa que tem competido em patinação de velocidade no gelo e no ciclismo de pista.
Participou em três Jogos Olímpicos, obtendo a medalha de bronze em Vancouver 2014, nos 1000 m, e o 11.º lugar em Sochi 2014, nos 500 m; e em Rio de Janeiro 2016 competiu em ciclismo de pista e ocupou o 5.º lugar em velocidade por equipas.
Em ciclismo de pista tem ganhado uma medalha de prata no Campeonato Mundial de Ciclismo em Pista de 2018 e uma medalha de bronze no Campeonato Europeu de Ciclismo em Pista de 2015, ambas na prova de velocidade por equipas.

## Medalheiro internacional

### Patinação de velocidade
| Jogos Olímpicos | Jogos Olímpicos     | Jogos Olímpicos   | Jogos Olímpicos |
| Ano             | Lugar               | Medalha           | Competição      |
| --------------- | ------------------- | ----------------- | --------------- |
| 2010            | Vancouver ( Canadá) | Medalha de bronze | 1000 m          |

### Ciclismo em pista
| Campeonato Mundial | Campeonato Mundial         | Campeonato Mundial | Campeonato Mundial     |
| Ano                | Lugar                      | Medalha            | Competição             |
| ------------------ | -------------------------- | ------------------ | ---------------------- |
| 2018               | Apeldoorn ( Países Baixos) | Medalha de prata   | Velocidade por equipas |
| Campeonato Europeu |                            |                    |                        |
| Ano                | Lugar                      | Medalha            | Competição             |
| 2015               | Grenchen ( Suíça )         | Medalha de bronze  | Velocidade por equipas |

1. ↑  Competiu na rodada de classificação.